# .tn
.tn — национальный домен верхнего уровня для Туниса.
.tn управляется интернет-агентством Туниса (фр. Agence tunisienne d'Internet - ATI). 
Регистрация в домене .tn разрешена только для организаций и частных лиц, законно проживающих в Тунисе. 
До марта 2009 регистрация доменов второго уровня в зоне .tn была не доступна, и лишь немногие организации получили право на такую регистрацию. Остальные использовали домены третьего уровня, внутри специальных доменов второго уровня, таких, как:
 :
| - .com.tn - .ens.tn - .fin.tn - .gov.tn - .ind.tn - .intl.tn - .nat.tn - .net.tn - .org.tn - .info.tn | - .perso.tn - .tourism.tn - .edunet.tn - .rnrt.tn - .rns.tn - .rnu.tn - .mincom.tn - .agrinet.tn - .defense.tn |